# Lista de fronteiras terrestres internacionais por comprimento

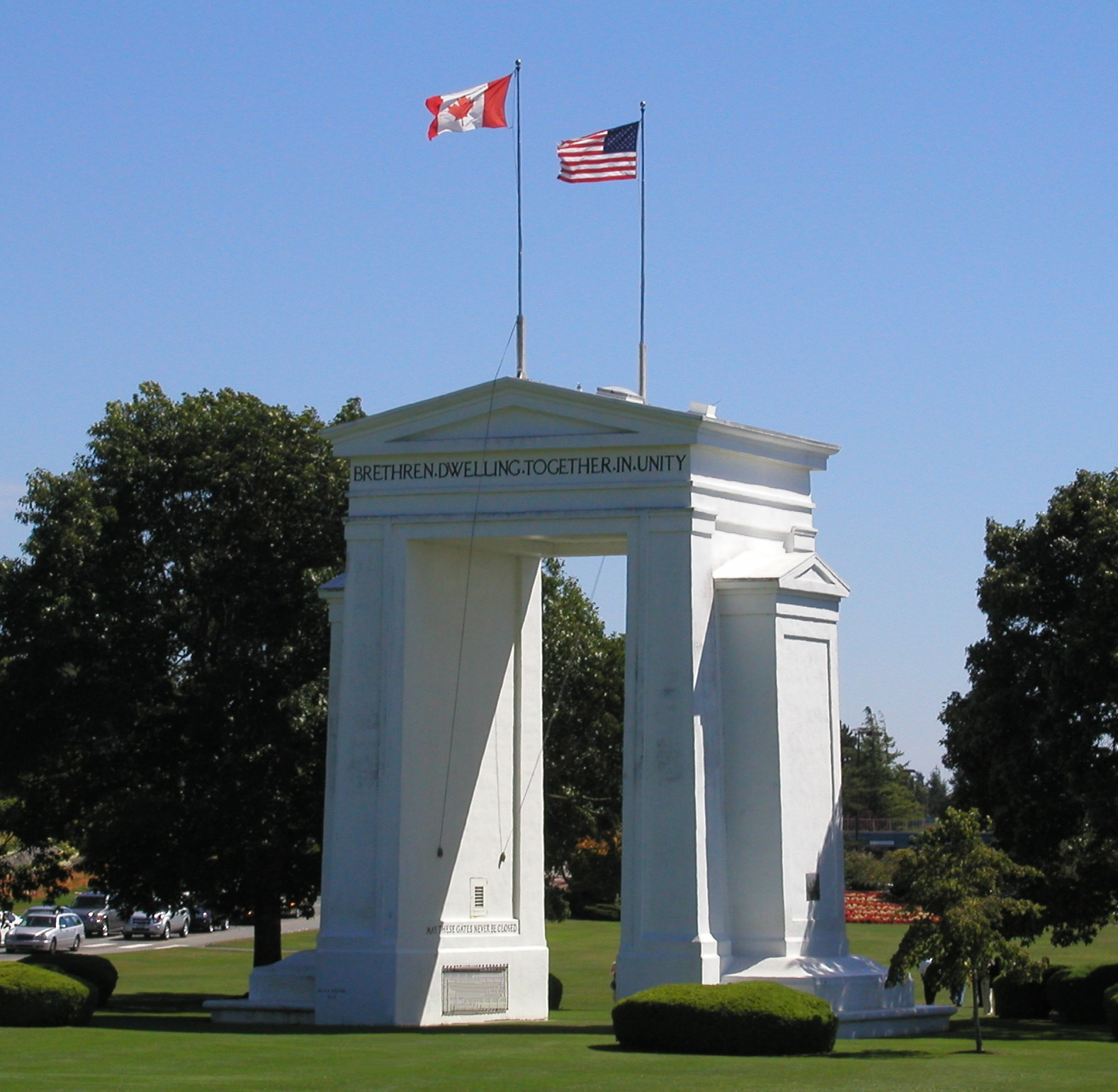
O Arco da Paz, na fronteira entre Surrey, Colúmbia Britânica, e Blaine, Washington.

Esta lista de fronteiras internacionais terrestres por comprimento inclui as fronteiras físicas terrestres entre Estados da mais longa à mais curta, em todos os continentes.
As fronteiras listadas separam apenas territórios geralmente tidos como independentes. Não se incluem na lista Cisjordânia, Gaza e Saara Ocidental não reconhecidos presentemente pelos estados membros das Nações Unidas.
Os números são do CIA World Factbook, salvo se explicitamente indicada outra fonte para os dados citados.
A designação das fronteiras faz-se pela ordem alfabética dos nomes dos respectivos estados ou territórios.

## Mais de 2000 km

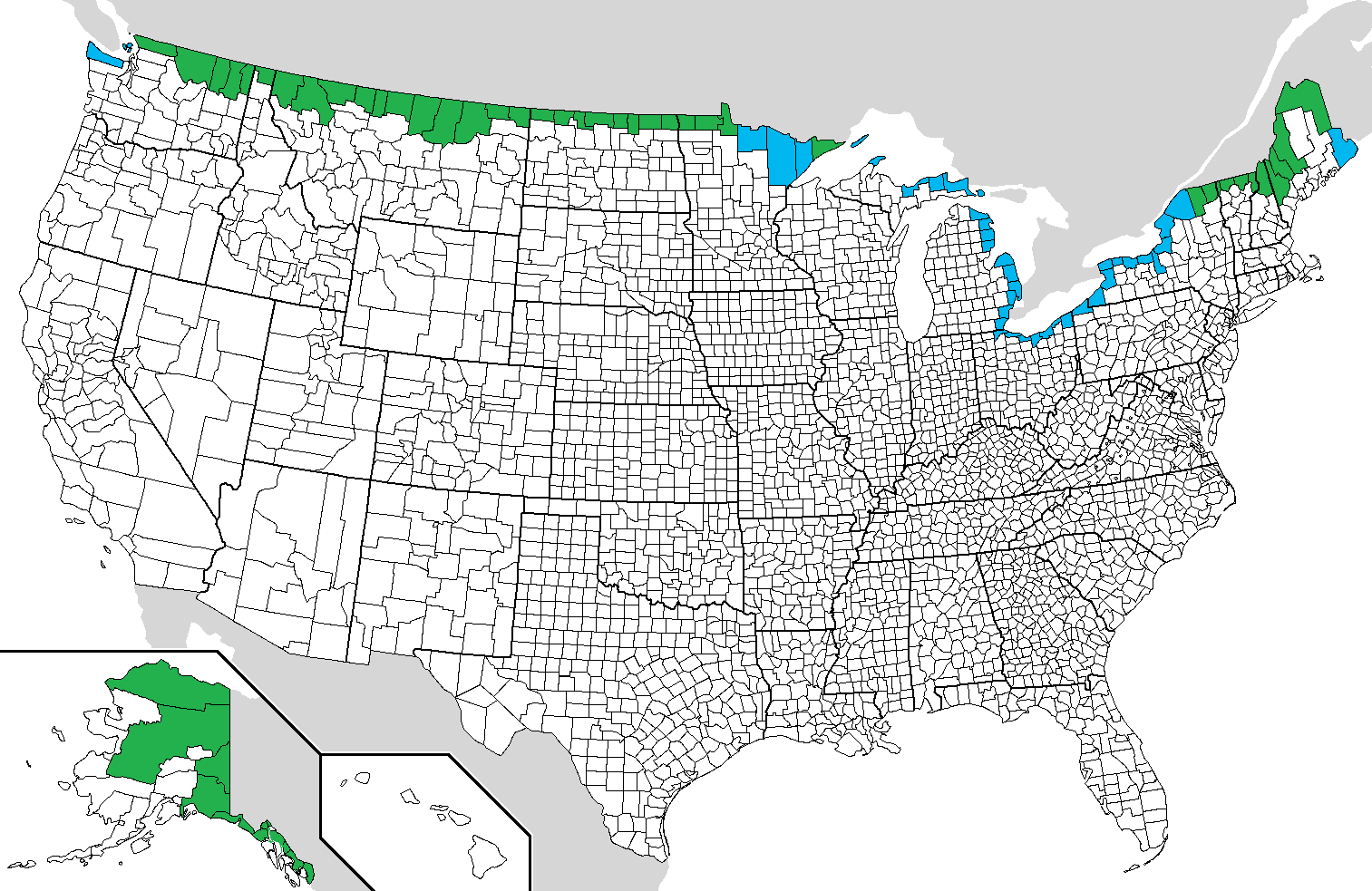
A fronteira Canadá-Estados Unidos é a maior fronteira descontínua do mundo, com 8893km, podendo, também, ser considerada a segunda maior fronteira contínua do mundo (6416 km) se for considerada apenas a fronteira entre o Canadá e os estados continentais dos EUA.

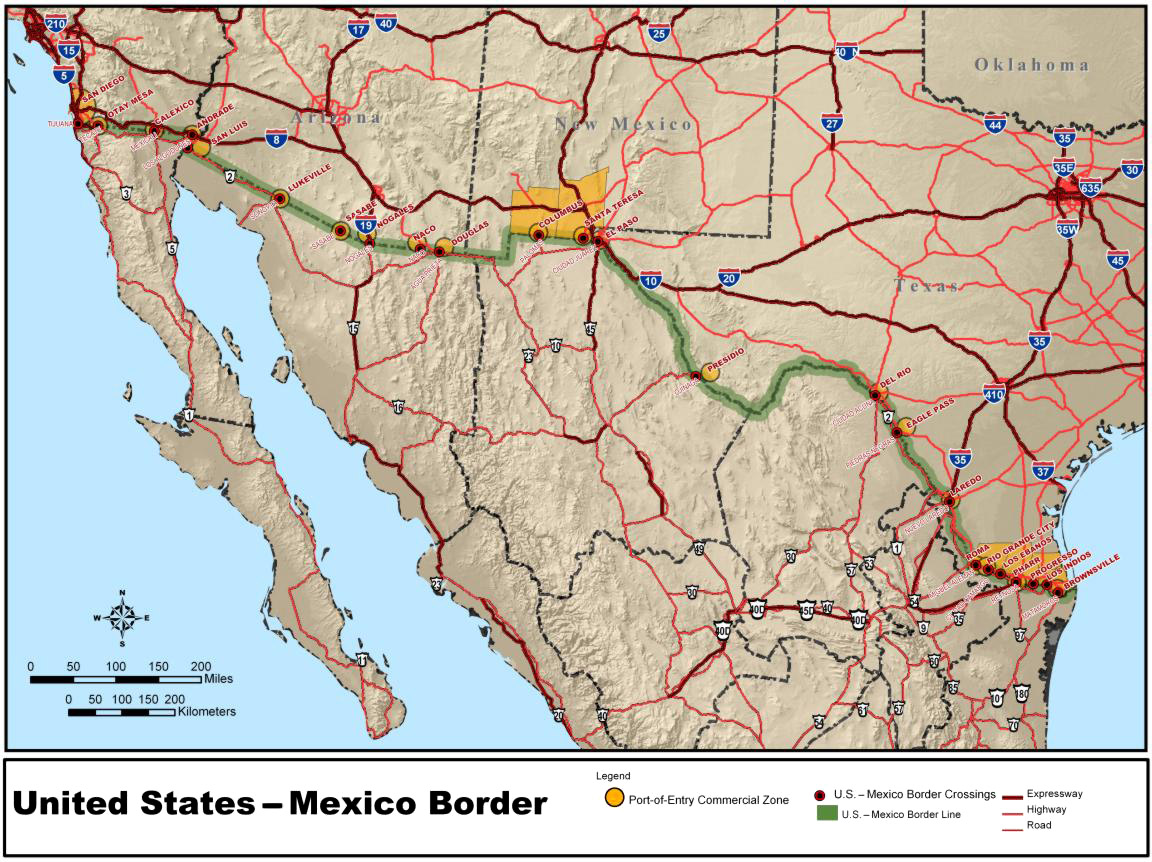
Fronteira entre os Estados Unidos e o México, a décima maior fronteira internacional em extensão (3141 km), é uma fronteira marcada por desertos e rios de grande porte, como o Rio Grande. Esta fronteira apresenta uma extensão um pouco menor do que a fronteira Brasil-Bolívia (3423 km), sendo que, quando comparada à extensão das maiores fronteiras contínuas do mundo, tem cerca de metade do tamanho de fronteiras como a Rússia-Casaquistão (6846 km) ou a Estados Unidos-Canadá (6416 km).

| #  | Países                           | Comprimento (km) | Notas                                                                       |
| -- | -------------------------------- | ---------------- | --------------------------------------------------------------------------- |
| 1  | Canadá–Estados Unidos            | 8 891            | Em duas partes, 6 416 km ao sul do Canadá e 2 477 km entre Canadá e Alasca  |
| 2  | Cazaquistão–Rússia               | 6 846            |                                                                             |
| 3  | Argentina–Chile                  | 5 150            |                                                                             |
| 4  | China–Mongólia                   | 4 677            |                                                                             |
| 5  | China–Rússia                     | 4 250            | Em duas partes separadas pela Mongólia : 55 km a oeste desta, 4 195 a leste |
| 6  | Bangladesh–Índia                 | 4 053            | Com elevadíssimo número de enclaves - ver Fronteira Bangladesh-Índia        |
| 7  | Mongólia–Rússia                  | 3 485            |                                                                             |
| 8  | Bolívia–Brasil                   | 3 423            | [ 2 ]                                                                       |
| 9  | China–Índia                      | 3 380            | Com muitos trechos em disputa - ver Aksai Chin e Linha de Controlo Real     |
| 10 | Estados Unidos-México            | 3 141            |                                                                             |
| 11 | Brasil–Peru                      | 2,995            | [ 2 ]                                                                       |
| 12 | Índia–Paquistão                  | 2 912            | Por estabelecer na região de Caxemira                                       |
| 13 | Angola–Rep. Dem. do Congo        | 2 511            | Dos quais 225 com Cabinda                                                   |
| 14 | Afeganistão–Paquistão            | 2 430            |                                                                             |
| 15 | Rep. do Congo–Rep. Dem. do Congo | 2 410            |                                                                             |
| 16 | Mali–Mauritânia                  | 2 237            |                                                                             |
| 17 | Cazaquistão–Uzbequistão          | 2 203            |                                                                             |
| 18 | Brasil–Venezuela                 | 2 199            | [ 2 ]                                                                       |
| 19 | China–Mianmar                    | 2 185            |                                                                             |
| 20 | Laos–Vietname                    | 2 130            |                                                                             |
| 21 | Colômbia–Venezuela               | 2 050            |                                                                             |

## De 1000 km a 2000 km
| #  | Países                                  | Comprimento (km) | Notas                                                                                              |
| -- | --------------------------------------- | ---------------- | -------------------------------------------------------------------------------------------------- |
| 22 | Sudão–Sudão do Sul                      | 1 937            | Fronteira recente, de julho de 2011.                                                               |
| 23 | Rep. Dem. do Congo–Zâmbia               | 1 930            | |
| 24 | Gabão–Rep. do Congo                     | 1 903            | |
| 25 | África do Sul–Botswana                  | 1 840            | |
| 26 | Mianmar–Tailândia                       | 1 800            | |
| 27 | Indonésia–Malásia                       | 1 782            | |
| 28 | Laos–Tailândia                          | 1 754            | |
| 29 | Argentina–Paraguai                      | 1 699            | |
| 30 | Índia–Nepal                             | 1 690            | |
| 31 | Camarões–Nigéria                        | 1 690            | |
| 32 | Brasil–Colômbia                         | 1 644            | |
| 33 | Turcomenistão–Uzbequistão               | 1 621            | |
| 34 | Noruega–Suécia                          | 1 619            | |
| 35 | Brasil–Guiana                           | 1 606            | |
| 36 | Argélia–Marrocos                        | 1 601            | Dos quais 42 km com o Saara Ocidental, anexado por Marrocos mas não reconhecido internacionalmente |
| 37 | Etiópia–Somália                         | 1 600            | |
| 38 | Rep. Centro-Africana–Rep. Dem. do Congo | 1 577            | |
| 39 | Rússia–Ucrânia                          | 1 576            | |
| 40 | Malawi–Moçambique                       | 1 569            | |
| 41 | Marrocos–Mauritânia                     | 1 561            | Integralmente com o Saara Ocidental, anexado por Marrocos mas não reconhecido internacionalmente   |
| 42 | China–Cazaquistão                       | 1 533            | |
| 43 | Níger–Nigéria                           | 1 497            | |
| 44 | Colômbia–Peru                           | 1 496            | |
| 45 | Índia— Mianmar                          | 1 463            | |
| 46 | Irão–Iraque                             | 1 458            | |
| 47 | Arábia Saudita–Iémen                    | 1 458            | |
| 48 | Equador–Peru                            | 1 420            | |
| 49 | China–Coreia do Norte                   | 1 416            | |
| 50 | Argélia–Mali                            | 1 376            | |
| 51 | Angola–Namíbia                          | 1 376            | |
| 52 | Brasil–Paraguai                         | 1 367            | [ 2 ]                                                                                              |
| 53 | Chade–Sudão                             | 1 360            | |
| 54 | Botswana–Namíbia                        | 1 360            | |
| 55 | Finlândia–Rússia                        | 1 340            | |
| 56 | China–Vietname                          | 1 281            | |
| 57 | Egito–Sudão                             | 1 273            | |
| 58 | Argentina–Brasil                        | 1 261            | [ 2 ]                                                                                              |
| 59 | China–Nepal                             | 1 236            | |
| 60 | Moçambique–Zimbabwe                     | 1 231            | |
| 61 | Camboja–Vietname                        | 1 228            | |
| 62 | Espanha–Portugal                        | 1 214            | |
| 63 | Afeganistão–Tajiquistão                 | 1 206            | |
| 64 | Chade–Rep. Centro-Africana              | 1 197            | |
| 65 | Chade–Níger                             | 1 175            | |
| 67 | Tajiquistão–Uzbequistão                 | 1 161            | Com um enclave                                                                                     |
| 68 | Egipto–Líbia                            | 1 115            | |
| 69 | Angola–Zâmbia                           | 1 110            | |
| 70 | Quirguistão–Uzbequistão                 | 1 099            | Com numerosos enclaves                                                                             |
| 71 | Camarões–Chade                          | 1 094            | |
| 72 | Brasil–Uruguai                          | 1 071            | Com o território em disputa da Ilha Brasileira                                                     |
| 73 | Chade–Líbia                             | 1 055            | |
| 74 | Cazaquistão–Quirguistão                 | 1 051            | |
| 75 | Burkina Faso–Mali                       | 1 000            | |

## De 500 km a 1000 km
| #   | País                                   | Comprimento (km) | Notas                                                                                             |
| --- | -------------------------------------- | ---------------- | ------------------------------------------------------------------------------------------------- |
| 76  | Irão–Turcomenistão                     | 992              |                                                                                                   |
| 77  | Argélia–Líbia                          | 982              |                                                                                                   |
| 78  | África do Sul–Namíbia                  | 967              |                                                                                                   |
| 79  | Argélia–Tunísia                        | 965              |                                                                                                   |
| 80  | Guatemala–México                       | 959              |                                                                                                   |
| 81  | Bielorrússia–Rússia                    | 959              | Com o enclave de San'kovo-Medvezh'e                                                               |
| 82  | Argélia–Níger                          | 956              |                                                                                                   |
| 83  | Moldávia–Ucrânia                       | 939              |                                                                                                   |
| 84  | Afeganistão–Irão                       | 936              |                                                                                                   |
| 85  | Quénia–Uganda                          | 933              |                                                                                                   |
| 86  | Bósnia e Herzegovina–Croácia           | 932              |                                                                                                   |
| 87  | Eritreia–Etiópia                       | 912              |                                                                                                   |
| 88  | Irão–Paquistão                         | 909              |                                                                                                   |
| 89  | África do Sul–Lesoto                   | 909              |                                                                                                   |
| 90  | Camarões–República Centro-Africana     | 901              |                                                                                                   |
| 91  | Bolívia–Peru                           | 900              |                                                                                                   |
| 92  | Bielorrússia–Ucrânia                   | 891              |                                                                                                   |
| 93  | Etiópia–Sudão do Sul                   | 883              | Fronteira nova - 2011                                                                             |
| 94  | Gana–Togo                              | 877              |                                                                                                   |
| 95  | Quirguistão–Tajiquistão                | 870              | Com numerosos enclaves                                                                            |
| 96  | Etiópia–Quénia                         | 861              |                                                                                                   |
| 97  | Bolívia–Chile                          | 861              |                                                                                                   |
| 98  | Guiné–Mali                             | 858              |                                                                                                   |
| 99  | China–Quirguistão                      | 858              |                                                                                                   |
| 100 | Malawi–Zâmbia                          | 837              |                                                                                                   |
| 101 | Síria–Turquia                          | 822              |                                                                                                   |
| 102 | Mali–Níger                             | 821              |                                                                                                   |
| 103 | Indonésia–Papua-Nova Guiné             | 820              |                                                                                                   |
| 104 | Arábia Saudita–Iraque                  | 814              |                                                                                                   |
| 105 | Botswana–Zimbabwe                      | 813              |                                                                                                   |
| 106 | Mauritânia–Senegal                     | 813              |                                                                                                   |
| 107 | Camboja–Tailândia                      | 803              |                                                                                                   |
| 108 | Zâmbia–Zimbabwe                        | 797              |                                                                                                   |
| 109 | Arménia–Azerbaijão                     | 787              | Nos quais 221 km com Naquichevão; igualmente com numerosos enclaves                               |
| 110 | Alemanha–Áustria                       | 784              |                                                                                                   |
| 111 | Benim–Nigéria                          | 773              |                                                                                                   |
| 112 | Quénia–Tanzânia                        | 769              |                                                                                                   |
| 113 | Rep. Dem. do Congo–Uganda              | 765              |                                                                                                   |
| 114 | Moçambique–Tanzânia                    | 756              |                                                                                                   |
| 115 | Bolívia–Paraguai                       | 750              |                                                                                                   |
| 116 | Afeganistão–Turcomenistão              | 744              |                                                                                                   |
| 117 | Arábia Saudita–Jordânia                | 744              |                                                                                                   |
| 118 | Guiana–Venezuela                       | 743              |                                                                                                   |
| 119 | Argentina–Bolívia                      | 742              |                                                                                                   |
| 120 | Gâmbia–Senegal                         | 740              |                                                                                                   |
| 121 | Itália–Suíça                           | 740              | Com o enclave de Campione d'Italia                                                                |
| 122 | Finlândia–Noruega                      | 736              |                                                                                                   |
| 123 | Brasil–França                          | 730              | É a fronteira com a Guiana Francesa                                                               |
| 124 | Etiópia–Sudão                          | 723              | Com a independência do Sudão do Sul em 2011, essa fronteira, que era de 1606 km, tem agora 723 km |
| 125 | Geórgia–Rússia                         | 723              |                                                                                                   |
| 126 | Costa do Marfim–Libéria                | 716              |                                                                                                   |
| 127 | Quénia–Somália                         | 682              |                                                                                                   |
| 128 | República Centro-Africana–Sudão do Sul | 682              | Fronteira nova - 2011                                                                             |
| 129 | Eslováquia–Hungria                     | 677              |                                                                                                   |
| 130 | Arábia Saudita–Omã                     | 676              |                                                                                                   |
| 131 | Croácia–Eslovénia                      | 670              |                                                                                                   |
| 132 | Costa do Marfim–Gana                   | 668              |                                                                                                   |
| 133 | Polónia–Rep. Checa                     | 658              |                                                                                                   |
| 134 | Guiné–Serra Leoa                       | 652              |                                                                                                   |
| 135 | Alemanha–Rep. Checa                    | 646              |                                                                                                   |
| 136 | Benim–Togo                             | 644              |                                                                                                   |
| 137 | Rep. Dem. do Congo–Sudão do Sul        | 628              |                                                                                                   |
| 138 | Burkina Faso–Níger                     | 628              |                                                                                                   |
| 139 | Espanha–França                         | 623              | Em duas partes separadas por Andorra, e mais o enclave de Llivia                                  |
| 140 | Bélgica–França                         | 620              |                                                                                                   |
| 141 | Finlândia–Suécia                       | 614              |                                                                                                   |
| 142 | Azerbaijão–Irão                        | 611              | Dos quais 179 km com Naquichevão                                                                  |
| 143 | Costa do Marfim–Guiné                  | 610              |                                                                                                   |
| 144 | Bulgária–Roménia                       | 608              |                                                                                                   |
| 145 | Butão–Índia                            | 605              |                                                                                                   |
| 146 | Eritreia–Sudão                         | 605              |                                                                                                   |
| 147 | Iraque–Síria                           | 605              |                                                                                                   |
| 148 | Guiana–Suriname                        | 600              |                                                                                                   |
| 149 | Brasil–Suriname                        | 593              |                                                                                                   |
| 150 | Colômbia–Equador                       | 590              |                                                                                                   |
| 151 | Burkina Faso–Costa do Marfim           | 584              |                                                                                                   |
| 152 | Argentina–Uruguai                      | 579              |                                                                                                   |
| 153 | Alemanha–Países Baixos                 | 577              |                                                                                                   |
| 154 | França–Suíça                           | 573              |                                                                                                   |
| 155 | Guiné–Libéria                          | 563              |                                                                                                   |
| 156 | Burkina Faso–Gana                      | 549              |                                                                                                   |
| 157 | Camboja–Laos                           | 541              |                                                                                                   |
| 158 | Costa do Marfim–Mali                   | 532              |                                                                                                   |
| 159 | Roménia–Ucrânia                        | 531              | Em duas partes, separadas pela Moldávia : 362 km a norte desta, 169 a sul                         |
| 160 | Polónia–Ucrânia                        | 526              |                                                                                                   |
| 161 | China–Paquistão                        | 523              |                                                                                                   |
| 162 | Camarões–Rep. do Congo                 | 523              |                                                                                                   |
| 163 | França–Suriname                        | 510              | Fronteira com a Guiana Francesa                                                                   |
| 164 | Malásia–Tailândia                      | 506              |                                                                                                   |
| 165 | Bielorrússia–Lituânia                  | 502              |                                                                                                   |

## De 100 km a 500 km
| #   | Países                                | Comprimento (km) | Notas                                                                                             |
| --- | ------------------------------------- | ---------------- | ------------------------------------------------------------------------------------------------- |
| 165 | Irão–Turquia                          | 499              |                                                                                                   |
| 166 | Bulgária–Grécia                       | 494              |                                                                                                   |
| 167 | África do Sul–Moçambique              | 491              |                                                                                                   |
| 168 | França–Itália                         | 488              |                                                                                                   |
| 169 | Rep. Centro-Africana–Sudão            | 483              | Com a independência do Sudão do Sul em 2011, essa fronteira, que era de 1165 km, tem agora 483 km |
| 170 | Roménia–Sérvia                        | 476              |                                                                                                   |
| 171 | Malawi–Tanzânia                       | 475              |                                                                                                   |
| 172 | Butão–China                           | 470              |                                                                                                   |
| 173 | Rep. Centro-Africana–Rep. do Congo    | 467              |                                                                                                   |
| 174 | Argélia–Mauritânia                    | 463              |                                                                                                   |
| 175 | Líbia–Tunísia                         | 459              |                                                                                                   |
| 176 | Rep. Dem. do Congo–Tanzânia           | 459              |                                                                                                   |
| 177 | Arábia Saudita–Emirados Árabes Unidos | 457              |                                                                                                   |
| 178 | Alemanha–Polónia                      | 456              |                                                                                                   |
| 179 | Letónia–Lituânia                      | 453              |                                                                                                   |
| 180 | Burundi–Tanzânia                      | 451              |                                                                                                   |
| 181 | Alemanha–França                       | 451              |                                                                                                   |
| 182 | Bélgica–Países Baixos                 | 450              | Com os enclaves de Baarle                                                                         |
| 183 | Moldávia–Roménia                      | 450              |                                                                                                   |
| 184 | Eslováquia–Polónia                    | 444              |                                                                                                   |
| 185 | Hungria–Roménia                       | 443              |                                                                                                   |
| 186 | Sudão do Sul–Uganda                   | 435              |                                                                                                   |
| 187 | Áustria–Itália                        | 430              |                                                                                                   |
| 188 | África do Sul–Suazilândia             | 430              |                                                                                                   |
| 189 | China–Laos                            | 423              |                                                                                                   |
| 190 | Mali–Senegal                          | 419              |                                                                                                   |
| 191 | Moçambique–Zâmbia                     | 419              |                                                                                                   |
| 192 | China–Tajiquistão                     | 414              |                                                                                                   |
| 193 | Emirados Árabes Unidos–Omã            | 410              | Inclui fragmento de Moçandão e enclaves de Mada-Nahwa                                             |
| 194 | Bielorrússia–Polónia                  | 407              |                                                                                                   |
| 195 | Tanzânia–Uganda                       | 396              |                                                                                                   |
| 196 | Guiné–Guiné-Bissau                    | 386              |                                                                                                   |
| 197 | Líbia–Sudão                           | 383              |                                                                                                   |
| 198 | Brunei–Malásia                        | 381              |                                                                                                   |
| 199 | Cazaquistão–Turcomenistão             | 379              |                                                                                                   |
| 200 | Líbano–Síria                          | 375              |                                                                                                   |
| 201 | Jordânia–Síria                        | 375              |                                                                                                   |
| 202 | Áustria–Hungria                       | 366              |                                                                                                   |
| 203 | Áustria–Rep. Checa                    | 362              |                                                                                                   |
| 204 | Irlanda–Reino Unido                   | 360              |                                                                                                   |
| 205 | Haiti–Rep. Dominicana                 | 360              |                                                                                                   |
| 206 | Líbia–Níger                           | 354              |                                                                                                   |
| 207 | Iraque–Turquia                        | 352              |                                                                                                   |
| 208 | Kosovo-Sérvia                         | 352              | nova fronteira                                                                                    |
| 209 | Gabão–Guiné Equatorial                | 350              |                                                                                                   |
| 210 | Djibuti–Etiópia                       | 349              |                                                                                                   |
| 211 | Honduras–Nicarágua                    | 342              |                                                                                                   |
| 212 | Estónia–Letónia                       | 339              |                                                                                                   |
| 213 | Guiné-Bissau–Senegal                  | 338              |                                                                                                   |
| 214 | Tanzânia–Zâmbia                       | 338              |                                                                                                   |
| 215 | Alemanha–Suíça                        | 334              | Com o enclave de Büsingen                                                                         |
| 216 | Guiné–Senegal                         | 330              |                                                                                                   |
| 217 | Costa Rica–Panamá                     | 330              |                                                                                                   |
| 218 | Áustria–Eslovénia                     | 330              |                                                                                                   |
| 219 | Croácia–Hungria                       | 329              |                                                                                                   |
| 220 | Azerbaijão–Geórgia                    | 322              |                                                                                                   |
| 221 | Bulgária–Sérvia                       | 318              |                                                                                                   |
| 222 | Costa Rica–Nicarágua                  | 309              |                                                                                                   |
| 223 | Benim–Burkina Faso                    | 306              |                                                                                                   |
| 224 | Libéria–Serra Leoa                    | 306              |                                                                                                   |
| 225 | Bósnia e Herzegovina–Sérvia           | 302              |                                                                                                   |
| 226 | Camarões–Gabão                        | 298              |                                                                                                   |
| 227 | Estónia–Rússia                        | 294              |                                                                                                   |
| 228 | Burundi–Ruanda                        | 290              |                                                                                                   |
| 229 | Iémen–Omã                             | 288              |                                                                                                   |
| 230 | Azerbaijão–Rússia                     | 284              |                                                                                                   |
| 231 | Albânia–Grécia                        | 282              |                                                                                                   |
| 232 | Arménia–Turquia                       | 268              |                                                                                                   |
| 233 | Benim–Níger                           | 266              |                                                                                                   |
| 234 | Belize–Guatemala                      | 266              |                                                                                                   |
| 235 | Egito–Israel                          | 266              |                                                                                                   |
| 236 | El Salvador–Honduras                  | 256              |                                                                                                   |
| 237 | Guatemala–Honduras                    | 256              |                                                                                                   |
| 238 | Geórgia–Turquia                       | 252              |                                                                                                   |
| 239 | Grécia–Macedónia                      | 246              |                                                                                                   |
| 240 | Croácia–Sérvia                        | 241              |                                                                                                   |
| 241 | Iraque–Kuwait                         | 240              |                                                                                                   |
| 242 | Bulgária–Turquia                      | 240              |                                                                                                   |
| 243 | Israel–Jordânia                       | 238              |                                                                                                   |
| 244 | Coreia do Norte–Coreia do Sul         | 238              |                                                                                                   |
| 245 | Laos— Mianmar                         | 235              |                                                                                                   |
| 246 | Namíbia–Zâmbia                        | 233              |                                                                                                   |
| 247 | Burundi–Rep. Dem. do Congo            | 233              |                                                                                                   |
| 248 | Quénia–Sudão do Sul                   | 232              |                                                                                                   |
| 249 | Eslovénia–Itália                      | 232              |                                                                                                   |
| 250 | Indonésia–Timor-Leste                 | 228              |                                                                                                   |
| 251 | Lituânia–Rússia                       | 227              | Fronteira do enclave de Kaliningrado                                                              |
| 252 | África do Sul–Zimbabwe                | 225              |                                                                                                   |
| 253 | Bósnia e Herzegovina–Montenegro       | 225              |                                                                                                   |
| 254 | Colômbia–Panamá                       | 225              |                                                                                                   |
| 255 | Arábia Saudita–Kuwait                 | 222              |                                                                                                   |
| 256 | Rep. Dem. do Congo–Ruanda             | 217              |                                                                                                   |
| 257 | Ruanda–Tanzânia                       | 217              |                                                                                                   |
| 258 | Letónia–Rússia                        | 217              |                                                                                                   |
| 259 | Eslováquia–Rep. Checa                 | 215              |                                                                                                   |
| 260 | Grécia–Turquia                        | 206              |                                                                                                   |
| 261 | Polónia–Rússia                        | 206              | Fronteira do enclave de Kaliningrado                                                              |
| 262 | El Salvador–Guatemala                 | 203              |                                                                                                   |
| 263 | Angola–Rep. do Congo                  | 201              |                                                                                                   |
| 264 | Noruega–Rússia                        | 196              |                                                                                                   |
| 265 | Belize–México                         | 193              |                                                                                                   |
| 266 | Bangladesh–Mianmar                    | 193              |                                                                                                   |
| 267 | Camarões–Guiné Equatorial             | 189              |                                                                                                   |
| 268 | Iraque–Jordânia                       | 181              |                                                                                                   |
| 269 | Albânia–Montenegro                    | 172              |                                                                                                   |
| 270 | Ruanda–Uganda                         | 169              |                                                                                                   |
| 271 | Alemanha–Bélgica                      | 167              | Com os enclaves criados pela Vennbahn                                                             |
| 272 | Áustria–Suíça                         | 164              |                                                                                                   |
| 273 | Arménia–Geórgia                       | 164              |                                                                                                   |
| 274 | Chile–Peru                            | 160              |                                                                                                   |
| 275 | Kosovo-Macedônia                      | 159              | a Fronteira Macedónia-Sérvia passou de 221 km p/ 62 km                                            |
| 276 | Chipre–Reino Unido                    | 152              | Fronteira de Acrotíri e Deceleia                                                                  |
| 277 | Albânia–Macedónia                     | 151              |                                                                                                   |
| 278 | Hungria–Sérvia                        | 151              |                                                                                                   |
| 279 | Bélgica–Luxemburgo                    | 148              |                                                                                                   |
| 280 | Bulgária–Macedónia                    | 148              |                                                                                                   |
| 281 | Bielorrússia–Letónia                  | 141              |                                                                                                   |
| 282 | Alemanha–Luxemburgo                   | 138              |                                                                                                   |
| 283 | Afeganistão–Uzbequistão               | 137              |                                                                                                   |
| 284 | Burkina Faso–Togo                     | 126              |                                                                                                   |
| 285 | Albânia-Kosovo                        | 112              | a Fronteira Albânia-Sérvia deixa de existir                                                       |
| 286 | Djibuti–Eritreia                      | 109              |                                                                                                   |
| 287 | Moçambique–Suazilândia                | 105              |                                                                                                   |
| 288 | Hungria–Ucrânia                       | 103              |                                                                                                   |
| 289 | Eslovénia–Hungria                     | 102              |                                                                                                   |

## Menos de 100 km
| #   | Países                 | Comprimento (km) | Notas                                                              |
| --- | ---------------------- | ---------------- | ------------------------------------------------------------------ |
| 290 | Eslováquia–Ucrânia     | 97               |                                                                    |
| 291 | Áustria–Eslováquia     | 91               |                                                                    |
| 292 | Lituânia–Polónia       | 91               |                                                                    |
| 293 | Chade–Nigéria          | 87               |                                                                    |
| 294 | Israel–Líbano          | 79               |                                                                    |
| 295 | Israel–Síria           | 76               |                                                                    |
| 296 | Kosovo-Montenegro      | 79               | a Fronteira Montenegro-Sérvia passou de 203 km p/ 34 km            |
| 297 | Afeganistão–China      | 76               |                                                                    |
| 298 | França–Luxemburgo      | 73               |                                                                    |
| 299 | Alemanha–Dinamarca     | 68               |                                                                    |
| 300 | Andorra–Espanha        | 64               |                                                                    |
| 301 | Macedónia–Sérvia       | 62               | Com independência de Kosovo (Jul. 2010), essa fronteira é de 62 km |
| 302 | Arábia Saudita–Qatar   | 60               |                                                                    |
| 303 | Djibuti–Somália        | 58               |                                                                    |
| 304 | Andorra–França         | 57               |                                                                    |
| 305 | Liechtenstein–Suíça    | 41               |                                                                    |
| 306 | Itália–São Marino      | 39               |                                                                    |
| 307 | Arménia–Irão           | 35               |                                                                    |
| 308 | Montenegro–Sérvia      | 34               | Com independência de Kosovo (Jul. 2010), essa fronteira é de 34 km |
| 309 | Áustria–Liechtenstein  | 35               |                                                                    |
| 310 | Croácia–Montenegro     | 25               |                                                                    |
| 311 | Coreia do Norte–Rússia | 19               |                                                                    |
| 312 | Espanha–Marrocos       | 16               | 6,3 km com Ceuta, 9,6 km com Melilla                               |
| 313 | França–Países Baixos   | 10               | Fronteira em Saint-Martin                                          |
| 314 | Azerbaijão–Turquia     | 9                |                                                                    |
| 315 | França–Mónaco          | 5                |                                                                    |
| 316 | Itália–Vaticano        | 3                |                                                                    |
| 317 | Botsuana–Zâmbia        | 0,15             | Não listada no CIA Factbook                                        |
| 318 | Espanha–Reino Unido    | 1                | Fronteira de Gibraltar                                             |

## Nações não reconhecidas
A listagem acima pode sofrer alterações com os eventuais futuros reconhecimentos pela ONU de algumas nações:

### Cisjordânia e Faixa de Gaza
Com a definição da pendente situação política do povo palestino da Faixa de Gaza e da Cisjordânia, haverá alterações nas fronteiras atuais de Israel, Jordânia, Egito e dessas duas áreas em litígio.

### Saara Ocidental
Com a eventual independência do Saara Ocidental em relação ao Marrocos haverá alterações nas fronteiras atuais entre do próprio Saara Ocidental, de Marrocos, Mauritânia e Argélia.

### Somalilândia
Com a eventual independência da Somalilândia declarada em 18 de maio de 1991, mas não aceita oficialmente, haverá as seguintes fronteiras entre esse novo país e:
- a região Puntlândia da Somália a leste; (nova fronteira ~410 km)
- o leste da Etiópia ao sul;
- Djibuti no extremo noroeste; não mais haverá a Fronteira Djibuti-Somália;
- Litoral do Golfo de Aden ao norte;

## Sudão do Sul - Fronteira recente
Com a confirmação da independência do Sudão do Sul, o qual se separou do Sudão em 2011, houve as seguintes alterações de fronteiras:
- As fronteiras sul do Sudão com Quênia, Uganda e República Democrática do Congo passaram a ser fronteiras desses países com o Sudão do Sul
- A fronteira oeste do Sudão com a República Centro-Africana foi reduzida em cerca de 2/3 da sua extensão anterior. O seu terço sul formou a fronteira desse país com o Sudão do Sul.
- A fronteira leste do Sudão com a Etiópia foi reduzida em cerca da metade em sua extensão. A anterior metade sul formou a nova fronteira desse país com o Sudão do Sul.
- Passou a existir uma nova fronteira entre o Sudão a norte e o Sudão do Sul a sul, com uma extensão de 1937 km.

## Tabela das novas fronteiras
| # | Países                     | Comprimento (km) | Notas                                                                        |
| - | -------------------------- | ---------------- | ---------------------------------------------------------------------------- |
| A | Gaza–Israel                | 51               | nova fronteira                                                               |
| B | Egito–Faixa de Gaza        | 11               | a Fronteira Egipto-Israel passa de 266 km para 255 km                        |
| C | Cisjordânia–Israel         | 307              | nova fronteira                                                               |
| D | Cisjordânia–Jordânia       | 97               | a Fronteira Israel-Jordânia passa de 238 km para 141 km                      |
| A | Mauritânia–Saara Ocidental | 1 561            | a atual Fronteira Marrocos-Mauritânia passa a ser Mauritânia-Saara Ocidental |
| B | Marrocos–Saara Ocidental   | 443              | nova fronteira                                                               |
| C | Argélia–Saara Ocidental    | 42               | a Fronteira Argélia-Marrocos passa de 1601 km para 1561 km                   |
| X | Somália–Somalilândia       | 410              | nova fronteira                                                               |
| X | Sudão–Sudão do Sul         | 1 937            | nova fronteira                                                               |

## Fronteiras marítimas
Certos pares de estados mantêm fronteiras exclusivamente sobre corpos de água (estreitos ou mares). Um exemplo é a fronteira Malásia–Singapura.